# Localización de objetivos

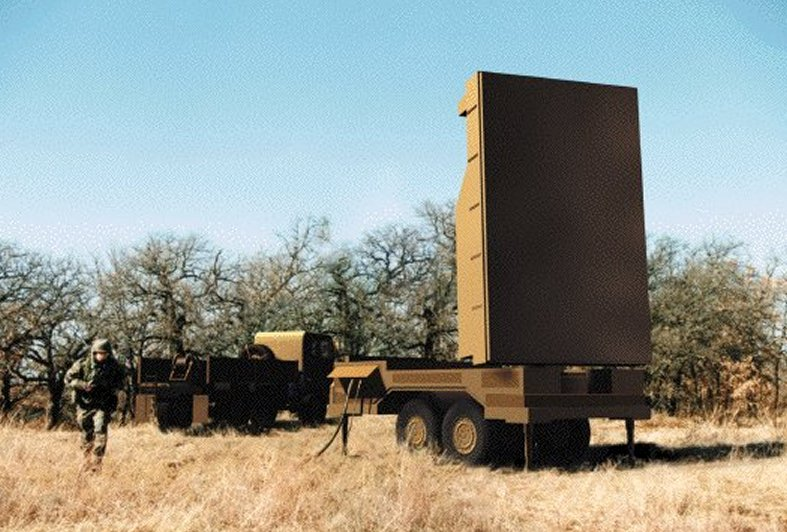
AN-TPQ 47, el último radar de localización de artillería y adquisición de objetivos del ejército de EE. UU.

En el ámbito militar, la localización de objetivos denota cualquier proceso que proporciona información detallada sobre fuerzas enemigas y las sitúa con suficiente precisión para permitir un seguimiento continuo o un ataque.